# Christian Fursman
Christian Fursman (født ca. 1660 i Skive, død 15. februar 1712) var en dansk officer.
Han var af en borgerslægt i Skive (hans fader hed Christen Jensen Fursman, død senest 1670), og moderen var Maren (?, død 15. februar 1712 i Kremper Marsk, begravet i Vejle Kirke), men valgte ligesom flere af sine samtidige slægtninge soldaterstanden. Han havde vistnok i en årrække tjent i underklasserne, da han 1689 blev løjtnant i Rudolf Reinhard Biegens nye dragonregiment, som 1692 sendtes til Ungarn i kejserens tjeneste. Her tjente Fursman sig op til kaptajnløjtnant 1693, kaptajn 1695 og major 1698 og blev efter hjemkomsten sendt til Norge som oberstløjtnant ved 1. Søndenfjeldske Dragonregiment. Da der 1704 i Danmark dannedes 2 landdragonregimenter, et sjællandsk og et jysk, blev det sidste tildelt Fursman. Under felttoget i Nordtyskland 1711 stod regimentet for første gang over for fjenden, og i kampen uden for Wismar 5. december samme år var det, at navnet "Fursmans Dragoner" blev bekendt. Deres indhug på de svenske karreer var glimrende, selvom måske traditionen, der med forkærlighed har beskæftiget sig med dette "nationale" regiment, har pyntet lidt på dets bedrifter og heller ikke har ret, når den lader dets forandring til et kyrasserregiment være en belønning for disse. Ordren om at sætte regimentet "paa Rytterfod" var dengang allerede et år gammel. Fursman blev derimod forfremmet til generalmajor, men allerede 15. februar 1712 afgik han ved døden efter kvæstelser, som han pådrog sig ved et fald fra hesten. Han er begravet i Vejle.
Hans nærmeste chef, den kendte rytterfører, general Jørgen Rantzau, der selv var jyde, bad kongen om igen at give regimentet til en født jyde (Theodosius von Levetzow), da regimentet ville opleve det som "en ikke ringe Behagelighed" at få en landsmand, der kunne behandle folkene med netop den "Douceur og gode Manér", som Fursman havde gjort det.
Fursman var gift med Ellen Marie Lange (død 1722), der var datter af kancelliråd, landsdommer Villum Lange til Asmild Kloster og enke efter major Gert Tantzen (død 1694). Fursman efterlod ikke børn.